# Holochilus brasiliensis
La  rata nutria o colorada (Holochilus brasiliensis) es una especie de roedor de la familia Cricetidae propia de Sudamérica, en Argentina, Brasil y Uruguay. Está amenazada por pérdida de hábitat.